# 사가미 화물역
사가미 화물역(일본어: 相模貨物駅, さがみかもつえき 사가미 카모쓰에키[*])은 일본 가나가와현 나카군 오이소정에 있는 일본화물철도의 화물역이다.

## 취급
- 컨테이너 화물
  - 12ft 컨테이너, 20 ft 대형 컨테이너
- 차급화물 (車扱貨物)
  - 화학 약품 (염화칼슘 용해액)이 서일본 여객철도 다카야마 본선 하야호시역에서 2008년 3월까지 수송되어왔다. 컨테이너 화물 취급용 승강장에서 함께 처리했었다.
- 산업 폐기물 취급을 허가받은 역이다.

## 역 구조
지상역으로, 역은 도카이도 화물선 북쪽을 따라 하나미즈 강 서쪽 연안까지 펼쳐져 있다. 역 업무는 가나가와 임해 철도가 대신 하고 있다.
컨테이너 승장장은 3면 5선으로, 그 중 2면 2선은 지붕이 설치되어 있다. 승강장 남쪽은 구분선, 착발선, 화물선 상행 본선, 착발선, 화물선 하행 본선, 여객선 상하본선 순으로 늘어져있다. 또한 착발선과 구분선, 하역선은 히라쓰카 역 방면으로 뻗은 1개의 인상선을 끼고 연결되어 있다.
이 밖에 히라쓰카역에서 분기한 전용선이 사가미 화물역 분기 취급으로서 1996년 9월까지 쓰여왔다.

## 이용량 변동
발송/도착 톤수의 단위는 t이다.
| 연도   | 발송 톤수 | 도착 톤수 | 출전   |
| ------ | --------- | --------- | ------ |
| 1998년 |           |           |        |
| 1999년 | 174,155   | 176,251   | [ 1 ]  |
| 2000년 | 184,057   | 162,270   | [ 2 ]  |
| 2001년 | 187,187   | 169,775   | [ 3 ]  |
| 2002년 | 220,782   | 185,237   | [ 4 ]  |
| 2003년 | 265,163   | 215,987   | [ 5 ]  |
| 2004년 | 252,037   | 205,969   | [ 6 ]  |
| 2005년 | 252,188   | 210,629   | [ 7 ]  |
| 2006년 | 242,493   | 215,927   | [ 8 ]  |
| 2007년 | 250,802   | 206,010   | [ 9 ]  |
| 2008년 | 229,627   | 186,678   | [ 10 ] |
| 2009년 |           |           |        |

## 역사
- 1971년 9월 25일 - 히라쓰카 역의 화물 취급 업무를 이관하는 형식으로 개업.
- 1974년 10월 1일 - 소화물의 취급 개시.
- 1978년 10월 2일 - 소화물 취급 폐지.
- 1987년 4월 1일 - 민영화에 따라 동일본 여객철도의 소속이 되었다.